# Carpathonesticus menozzii
Carpathonesticus menozzii är en spindelart som först beskrevs av Lodovico di Caporiacco 1934.  Carpathonesticus menozzii ingår i släktet Carpathonesticus och familjen grottspindlar.
Artens utbredningsområde är Italien. Inga underarter finns listade.